# Fernando Echevarría
Fernando Echevarría Ferreira GOIH (Cabezón de la Sal, 26 de fevereiro de 1929 – Porto, 4 de outubro de 2021) foi um poeta português.

## Biografia
Fernando Echevarría Ferreira, de nome literário Fernando Echevarría, poeta português, traduzido em francês, espanhol, inglês e romeno, nasceu em Cabezón de la Sal (Santander, Espanha) em 26 de fevereiro de 1929, filho de pai português — que se exilara no país vizinho na sequência do fracasso da Monarquia do Norte — e mãe espanhola, mas aos dois anos de idade a família mudou-se para Grijó, Vila Nova de Gaia, Portugal. Em 1940, com onze anos, entrou no Colégio Cristo Rei, dos padres Redentoristas, onde permaneceu até 1946, seguindo para Espanha onde concluiu os estudos de Filosofia e Teologia em Espanha, no seminário de Astorga, após ter feito o noviciado em Nava del Rey (Valladolid).
No ano em que publicou o seu livro de estreia, Entre Dois Anjos (1956), terminou o serviço militar, em Coimbra, regressou ao Porto e começou a dar aulas no ensino secundário particular, no Colégio Externato de Gaia.
Em 1961, emigrou para Paris, França, onde se aproximou dos círculos oposicionistas portugueses aí exilados. Aderiu ao Movimento de Acção Revolucionária (MAR) estando, portanto, próximo do chamado grupo de Argel" e de Humberto Delgado que veio para Argel em 1964, vindo do Brasil, onde estava exilado. Através de Humberto Delgado aderiu à Frente Patriótica de Libertação Nacional (FPLN), o que o levou a instalar-se na Argélia em 1963. 
Fernando Echevarria, é um dos fundadores da LUAR (Liga de Unidade e Acção Revolucionária), criada em Paris conjuntamente com Emídio Guerreiro (futuro organizador do PPD/PSD), José Augusto Seabra e Hélder Veiga Pires com o fim de impedir que Hermínio da Palma Inácio fosse preso, pela polícia francesa, pelo roubo do dinheiro do Banco de Portugal da Figueira da Foz. Mas sobre isso, nunca Fernando Echevarría publicamente deu testemunho, tendo sempre preferido manter-se discreto. Três anos depois voltou para Paris, onde permaneceu exilado até 1974 e, por opção, após o 25 de Abril, recusou lugares políticos e administrativos, continuando a trabalhar como professor de francês no Centro de Orientação Social para Refugiados até perto do final dos anos oitenta, quando regressou em definitivo a Portugal, fixando-se no Porto.
Escreveu sempre em português, só ocasionalmente nas línguas espanhola e francesa, e colaborou em várias revistas como Graal, Eros, Colóquio/Letras e Limiar. Com uma extensa obra poética, depois de Entre Dois Anjos, seguiram-se em edições de autor ou de editoras diversas, os livros Tréguas para o Amor (1958), Sobre as Horas (1963), Ritmo Real (1971) — um livro de arte, com gravuras a relevo da autoria de Flor Campino, sua companheira de vida e de percurso literário —, A Base e o Timbre (1974), Media Vita (1979), Introdução à Filosofia (1981) e Fenomenologia (1984).
Após o regresso a Portugal, iniciou a sua relação editorial com as Edições Afrontamento, onde publicou desde então as obras Figuras (1987), Poesia, 1956–1979 (1989) — reedição dos livros compreendidos entre aquelas duas datas —, Sobre os Mortos (1991), Poesia 1980-1984 (1994), Uso de Penumbra (1995), Geórgicas (1998), Poesia 1987-1991 (2000), Introdução à Poesia (2001), Epifanias (2006), Obra Inacabada (2006), Lugar de Estudo (2009), Antologia (2010), In Terra Viventium (2011), Categorias e Outras Paisagens (2013) e Obra Inacabada (2 vols, 2016).
Fernando Echevarría é um dos mais premiados escritores portugueses, tendo-lhe sido outorgados o Prémio de Poesia do Pen Club de 1982 por Introdução à Filosofia; o Grande Prémio de Poesia Inasset em 1987 por Figuras; o Grande Prémio de Poesia da Associação Portuguesa de Escritores em 1991 por Sobre os Mortos; em 1998 o Prémio Luís Miguel Nava por Geórgicas; também por Geórgicas, a primeira edição do Prémio Nacional de Poesia António Ramos Rosa em 1999, atribuído pela Câmara Municipal de Faro; ainda por Geórgicas, repetiu o Prémio de Poesia do Pen Club de 1999; o Prémio Teixeira de Pascoaes, em 2002; em 2005, pelo conjunto da sua obra, foi o primeiro distinguido com o Prémio Árvore da Vida – Padre Manuel Antunes, instituído pelo Secretariado da Pastoral da Cultura; o Prémio Sophia de Mello Breyner Andresen em 2007 por Obra Inacabada; ainda em 2007, o Prémio D. Dinis, da Casa de Mateus, por Epifanias; em 2010 repetiu o Grande Prémio de Poesia da Associação Portuguesa de Escritores por Lugar de Estudo; em 2015, recebeu o Prémio Casino da Póvoa, no festival Correntes d’Escritas, por Categorias e Outras Paisagens.
Da bibliografia passiva de Fernando Echevarría, numerosa na imprensa nacional e especializada, destacam-se a dissertação complementar de doutoramento de Maria João Reynaud — Enigma e Transparência - sobre "Uso de Penumbra" de Fernando Echevarría (1997) —, a tese de mestrado Poesia e Música: O Neobarroco em Media Vita de Fernando Echevarría (1999), de António Vilas-Boas, sob orientação de Luís Adriano Carlos, e duas obras de autoria coletiva, Uma Lavoura de Luz Interior. Uma homenagem a Fernando Echevarría. Estudos em homenagem ao poeta Fernando Echevarría nos seus 70 anos (1999) e Fernando Echevarría nos 50 anos de Vida Literária (2007), ambas editadas pelas Edições Afrontamento.
Internado durante alguns dias, acabou por morrer, aos 92 anos, no dia 4 de outubro de 2021, na cidade do Porto, onde residia.

## Obras
Entre as suas obras encontram-se:
- Entre Dois Anjos (1956)
- Tréguas para o Amor (1958)
- Sobre as Horas (1963)
- Ritmo Real (1971)
- A Base e o Timbre (1974)
- Media Vita (1979)
- Introdução à Filosofia (1981)
- Fenomenologia (1984)
- Figuras (1987)
- Poesia, 1956–1979 (1989)
- Sobre os Mortos (1991)
- Poesia 1980-1984 (1994)
- Uso de Penumbra (1995)
- Geórgicas (1998)
- Poesia 1987-1991 (2000)
- Introdução à Poesia (2001)
- Epifanias (2006)
- Obra Inacabada (2006)
- Lugar de Estudo (2009)
- Antologia (2010)
- In Terra Viventium (2011)
- Categorias e Outras Paisagens (2013)
- Obra Inacabada (2 vols, 2016).

## Prémios e Condecorações
Foi distinguido com:
- Prémio P.E.N. Clube Português de Poesia de 1982 por Introdução à Filosofia
- Grande Prémio de Poesia Inasset em 1987 por Figuras
- Grande Prémio de Poesia da Associação Portuguesa de Escritores em 1991 por Sobre os Mortos
- Prémio Luís Miguel Nava em 1998 por Geórgicas
- Prémio Nacional de Poesia António Ramos Rosa em 1999 por Geórgicas
- Prémio de Poesia do Pen Club em 1999 por Geórgicas
- Prémio Teixeira de Pascoaes, em 2002
- Prémio Árvore da Vida – Padre Manuel Antunes, em 2005, pelo conjunto da sua obra
- Prémio Sophia de Mello Breyner Andresen em 2007 por Obra Inacabada
- Prémio D. Dinis, da Casa de Mateus em 2007 por Epifanias
- Grande Prémio de Poesia da Associação Portuguesa de Escritores em 2010 por Lugar de Estudo
- Prémio Casino da Póvoa, no festival Correntes d’Escritas, em 2015, por Categorias e Outras Paisagens.

- Foi distinguido com o grau de Grande-Oficial da Ordem do Infante D. Henrique, atribuído pelo Presidente da República Portuguesa, em 8 de junho de 2007. [8]
- Foi ainda distinguido com a Medalha de Ouro da Cidade do Porto em 2008.[9]
- Foi ainda distinguido com a Medalha de Mérito Cultural da cidade do Porto em 2019. [7]